# دیوید مک‌للان
دیوید مک‌للان (به انگلیسی: David McLellan) (متولد ۱۹۴۰)، نویسنده و پژوهش‌گر بریتانیایی در بررسی‌های پیرامون مارکس و مارکسیسم است. او در مدرسهٔ مرچنت تیلور لندن تحصیل کرده و دانش‌آموختهٔ کالج سنت جان، دانشگاه آکسفورد است.
مک‌للان تا چندی پیش استاد نظریهٔ سیاسی در بخش علوم سیاسی و روابط بین‌الملل در دانشگاه کنت بود و اکنون به عنوان استاد میهمان نظریهٔ سیاسی در کالج گلدسمیت، دانشگاه لندن مشغول به کاراست.
او همچنین؛ پروفسور مدعو در دانشگاه ایالتی نیویورک، استاد همکار مهمان در «سیاست در هند» از مؤسسه مطالعات پیشرفته، در شیملا بوده و در سطح گسترده‌ای در کشورهای شمال آمریکا و اروپا سخنرانی کرده است.
برخی از نوشته‌های مک‌للان به زبان فارسی برگردانده شده است.

## برخی از نوشته‌ها
- هگلی‌های جوان و کارل مارکس (۱۹۶۹ ،en:The Young Hegelians and Karl Marx)
- کارل مارکس: زندگی و آثارش (۱۹۷۳ ،en:Karl Marx: His Life and Thought) این کتاب در سال ۱۳۵۴ به فارسی ترجمه شده است.[۲]
- مارکس پیش از مارکسیسم (Marx before Marxism, 1980 شابک ‎۰-۳۳۳-۲۷۸۸۲-۸)
- مارکس - صد سال نخست (Marx - the first hundred years, 1983, Frances Pinter, London, ISBN 0-86187-335-1)
- مارکسیسم و دین (Marxism and Religion, 1987 شابک ‎۰-۳۳۳-۴۴۶۳۰-۵)
- مارکسیسم (Marxism, 1988 شابک ‎۹۷۸-۰-۱۹-۸۲۷۵۱۷-۶)
- مارکسیسم پس از مارکس (Marxism after Marx, Harper & Row, 1980; MacMillan, 1998 ISBN 0-333-72207-8)